# Anaesthetis
Anaesthetis — род жесткокрылых из семейства усачей.

## Описание
Эпистерны заднегруди обычной ширины. Коготковый сегмент тонкий, в два раза длиннее третьего сегмента лапок.

## Систематика
В составе рода:
- Anaesthetis anatolica Holzschuh, 1969
- Anaesthetis confossicollis Baeckmann, 1903
- Anaesthetis flavipilis Baeckmann, 1903
- Anaesthetis lanuginosa Baeckmann, 1903
- Anaesthetis lepida Germar, 1848
- Anaesthetis testacea (Fabricius, 1781)